# Stojanowo (obwód Kyrdżali)
Stojanowo (bułg. Стояново) – wieś w Bułgarii, w obwodzie Kyrdżali, w gminie Ardino. Według danych szacunkowych Ujednoliconego Systemu Ewidencji Ludności oraz Usług Administracyjnych dla Ludności, 15 czerwca 2020 roku miejscowość liczyła 13 mieszkańców.